# Tsankov Island
Tsankov Island (englisch; bulgarisch Цанков остров Zankow ostrow) ist eine größtenteils vereiste, in westsüdwestlich-ostnordöstlicher Ausrichtung 625 m lange und 216 m breite Insel in der Gruppe der Dannebrog-Inseln im Wilhelm-Archipel vor der Graham-Küste des Grahamlands auf der Antarktischen Halbinsel. Sie liegt 293 m nordwestlich von Stego Island, 175 m östlich von Bodloperka Island, 1,18 km südöstlich von Sprey Island und 1,25 km westsüdwestlich von Taralezh Island.
Britische Wissenschaftler kartierten sie 2001. Die bulgarische Kommission für Antarktische Geographische Namen benannte sie 2020 nach dem Dermatologen Nilolai Zankow (* 1942), der ab 2010 an mehreren bulgarischen Forschungskampagnen in die Antarktis beteiligt war.